# Wilhelm Leyser II.
Wilhelm Leyser II. (* 24. August 1628 in Wittenberg; † 2. Mai 1689 ebenda) war ein deutscher Jurist und Rechtswissenschaftler.

## Leben
Wilhelm Leyser II. war der Sohn von Wilhelm Leyser I. (1592–1649) und dessen Frau Regina, geb. Tetzel († 30. Dezember 1631). Er wurde am 20. Oktober 1630 an der Universität Wittenberg immatrikuliert. Mit 14 Jahren hielt er seine erste Disputation ab und ging dann an die Universität Jena. Er kehrte 1647 wieder zurück nach Wittenberg, wechselte 1648 an die Universität Frankfurt (Oder), um dann ab 1649 erneut in Wittenberg tätig zu werden.
Den Gepflogenheiten der Zeit entsprechend unternahm er eine Studienreise, die ihn 1651–52 durch Deutschland führte. Nachdem er sich 1653 einer Gesandtschaft angeschlossen hatte, die der Kurfürst Johann Georg zum Reichstag zu Regensburg und zum Wahltag in Augsburg entsendet hatte, bereiste er im selben Jahr Italien und begab sich 1654 noch nach Frankreich und Holland. Während dieser Auslandsreisen versuchte er sich die Heimatsprachen der bereisten Länder anzueignen.
Im Jahr 1656 kehrte Leyser nach Wittenberg zurück und wurde für eine Professur an der Universität Wittenberg vorgeschlagen, musste jedoch hinter Caspar Ziegler zurücktreten. Dennoch erhielt er eine Anwartschaft auf eine Professur, erwarb sich 1657 das Lizenziat der Rechte und promovierte 1658 zum Doktor der Rechte. Schließlich gelangte er im selben Jahr durch den Tod von Samuel Ritter an eine Professur der Institutien der juristischen Fakultät.
Innerhalb von sieben Jahren stieg er bis in die Professur des Kodex auf, wurde Beisitzer am Hofgericht, am Schöppenstuhl und Assessor am Wittenberger Konsistorium. Diese Funktionen versah er bis zu seinem Lebensende und verwaltete zwischenzeitlich im Sommersemester 1665 sowie 1673 das Amt des Rektors der Universität.

## Wirken
Leysers literarisches Wirken hat sich wesentlich auf Einzelschriften, besonders aber in den Dissertationen widergespiegelt. Seine Fachkollegen erkannten dabei besonders seine Abhandlungen über Landsassen, Schriftsassen und Amtssassen an. Ferner verfasste er eine Denkschrift über die Reform des juristischen Studiums, die ihn als Mann mit einem Blick fürs Praktische zeigte. Dabei war er von der Notwendigkeit überzeugt, dass wissenschaftliche Aspekte im Studium Eingang finden sollten und dass diese auf das Studium abgestimmt werden müssen.

## Familie
Wilhelm Leyser heiratete in erster Ehe am 3. März 1663 in Wittenberg Regina Calov (* 29. Juni 1643 in Königsberg; † 7. Januar 1664 in Wittenberg), die Tochter des Mathematikers, Philosophs und Theologen Abraham Calov und in zweiter Ehe, die am 23. April 1667 in Gera geschlossen wurde, Christina Strauch, die Tochter des Rechtswissenschaftlers und Diplomaten Augustin Strauch.
Bekannt sind die Kinder:
1. Polycarp (* 1. Januar 1664 in Wittenberg)
2. Wilhelm (* 25. Oktober 1668 in Wittenberg; † 16. November 1668 in Wittenberg)
3. Regina Sophia (* 1670; † 9. Dezember 1692 in Wittenberg), verheiratet mit Gottfried Strauß
4. Christina Elisabeth (* 4. November 1671 in Wittenberg), verheiratet am 24. April 1690 mit Simon Friedrich Wolffhardt († 13. April 1709 in Magdeburg); Abt des Klosters Bergen bei Magdeburg und Kurbrandenburgischer Rat
5. Wilhelmina Augusta (* 3. März 1673 in Wittenberg, ~ 6. März 1673 ebenda; begr. 13. Oktober 1678 ebenda)
6. Johanna Caecilia (* 6. Oktober 1674 in Wittenberg), verheiratet am 13. Juni 1695 mit Wilhelm Friedrich Werner, Kaiserlicher Hof- und Justizrat in Sangerhausen
7. Wilhelm (* 14. Mai 1676 in Wittenberg; † 6. August 1676 in Wittenberg)
8. Wilhelm (* 1. September 1677 in Wittenberg; † 15. Dezember 1694 in Wittenberg), Student der Theologie
9. Augustin (* 3. März 1679 in Wittenberg; † 28. April 1679 in Wittenberg)
10. Abraham (* 3. März 1682 in Wittenberg; † 15. April 1684 in Wittenberg)
11. Augustin Leyser (* 18. Oktober 1683 in Wittenberg; † 4. Mai 1752 in Wittenberg), deutscher Rechtswissenschaftler und Erbherr auf Schloss Nudersdorf
12. Johanna Catharina (* 5. September 1685; begraben 8. November 1691 in Wittenberg)
13. Beatha Christina (* 11. Februar 1687 in Wittenberg), heiratete am 22. Februar 1703 Johann Georg Neumann

## Werke (Auswahl)
- Disputatio iuridica de praescriptione longissimi temporis. (Resp. Christian Hermann) Wende, Wittenberg 1661. (Digitalisat)
- De Jure subfeudi. (Resp. Ernst Wilhelm Vogel. Röhner, Wittenberg 1662. (Digitalisat)
- Periculum iuris publici de apanagio. (Resp. Henning Jürgens) Henckel, Wittenberg 1663. (Digitalisat)
- Disputatio De servo. (Resp. Melchior Ernestus Wagenisius) Haken, Wittenberg 1663.  (Digitalisat)
- Ex Iure Publico De Landsassiis, Itemque Schrifftsassiis Et Ambtsassiis: Von Land- Schrifft- und Ambtssassen. (Resp. Augustus Becker) Schedius, Leipzig 1664. (Digitalisat)
- Dissertationem juris publici de statu et veteris reipublicae Romanae et Romano Germanicae. (Resp. Johannes Balthasar Himmel) Wendt, Wittenberg 1665. (Digitalisat)
- De Jure Retentionis mulieri competente in bonis mariti. Johann Christian von Schierstedt) Wendt, Wittenberg 1667.
- Dissertationem juridicam De jure arcendi tempore pestis. (Resp. Ditterich Schicke) Meyer, Wittenberg 1668. (Digitalisat)
- Disputatio Iuridica De Usucapionibus. (Resp. Samuel Christophorus Cnupp) Schmatz, Wittenberg 1670. (Digitalisat)
- Desscriptiones censuales. (Resp. Paul Cunrad Mitternacht) Meyer, Wittenberg 1671. (Digitalisat)
- Dissertatio pro imperio contra dominium eminens. Henckel, Wittenberg 1673. (Digitalisat)
- Disputatio juridica de obligatione, qvæ ex mutuo oritur. (Resp. David Sigmund Schreber) Henckel, Wittenberg 1674. (Digitalisat)
- Disputatio Iuridica De Deposito. (Resp. Johann Christian Martini) Ziegenbein, Wittenberg 1676. (Digitalisat)
- De modo vocandi in jus veteri et moderno. (Resp. Adam Friderich Lenz) Henckel, Wittenberg 1677. (Digitalisat)
- Disqvisitio inauguralis, de responsis prudentum. (Resp. BErnt Tile) Henckel, Wittenberg 1678. (Digitalisat)
- Disputatio Iuris Publici De Electoratu Bohemiae. (Resp. Christian Ferdinand Nikisch) Ziegenbein, Wittenberg 1679. (Digitalisat)
- De immutabilitate et mutabilitate juris. (Resp. Johannes Fridericus Herzog) Schmatz, Wittenberg 1680. (Digitalisat)
- Dissertatio iuridica de iure civilitatis, vulgo von Bürgerrecht. (Resp. Christian Fehre) Wilcke,  Wittenberg 1681. (Digitalisat)
- Dissertatio Inauguralis De Quorundam Iurium Obitu Singulari. (Resp. Godofredus Svevus) Fincel, Wittenberg 1683. (Digitalisat)
- Disputatione Iuridica Iura Depositi Et Sequestrationis. (Resp. Johannes Heinrich Schatter) Borckard, Wittenberg 1684. (Digitalisat)
- Dissertatione iuridica de moribus, qui legem imitantur, seu consuetudine. (Resp. Johann Siegfried Nesen) Borckard, Wittenberg 1685. (Digitalisat)
- De contractibus, qui in scriptis fiunt, ad L. Contract. 17. C. de fide instrum. dissertatio altera. (Resp. Christian Trentsch) Wilke, Wittenberg 1686. (Digitalisat)
- Disputatio inauguralis juridica de prorogatione jurisdictionis. (Resp. atthaeus Henricus Allius) Schrödter, Wittenberg 1687. (Digitalisat)
- De constitutione testamentariae tutelae, eiusque administratione. (Resp. Johannes Caspar Brendel) Henckel, Wittenberg 1684.
- Dissertatio juridica de crimine laesae majestatis. (Resp. Lazarus Gradenthaler) Schultz, Wittenberg 1687